# Łukoszyno-Biki
Łukoszyno-Biki (prononciation : [wukɔˈʂɨnɔ ˈbiki]) est un village polonais de la gmina de Mochowo dans le powiat de Sierpc de la voïvodie de Mazovie dans le centre-est de la Pologne.
Il se situe à environ 22 km au sud de Sierpc (siège du powiat) et à 113 km au nord-ouest de Varsovie (capitale de la Pologne).
Le village comptait approximativement une population de 110 habitants en 2006.

## Histoire
De 1975 à 1998, le village appartenait administrativement à la voïvodie de Płock.

Depuis 1999, il appartient administrativement à la voïvodie de Mazovie